# 2010–2011-es spanyol férfi kézilabda-bajnokság (első osztály)
A Liga ASOBAL 2010-11-es szezonja a bajnokság hatvanadik kiírása. A bajnokságot 16 csapat alkotja, a címvédő a CB Ciudad Real csapata.

## Résztvevők
| Csapat                  | Vezetőedző             | Autonóm közösség    | Város             | Csarnok                              |
| ----------------------- | ---------------------- | ------------------- | ----------------- | ------------------------------------ |
| Alser Puerto Sagunto    | Goran Dzokic           | Valencia            | Puerto de Sagunto | Pabellón Municipal Puerto de Sagunto |
| AMAYA Sport San Antonio | Juanto Apezetxea       | Navarra             | Pamplona          | Pabellón Universitario de Navarra    |
| BM Alcobendas           | Rafael Guijosa         | Madrid              | Alcobendas        | Pabellón Amaya Valdemoro             |
| CBM Torrevieja          | Manolo Laguna          | Valencia            | Torrevieja        | Polideportivo Infanta Cristina       |
| CAI BM Aragón           | Mariano Ortega         | Aragónia            | Zaragoza          | Pabellón Príncipe Felipe             |
| Cuatro Rayas Valladolid | Juan Carlos Pastor     | Kasztília és León   | Valladolid        | Polideportivo Huerta del Rey         |
| Cuenca 2016             | "Zupo" Equisoain       | Kasztília-La Mancha | Cuenca            | Municipal El Sargal                  |
| E-Gim BM Antequera      | Antonio Carlos Ortega  | Andalúzia           | Antequera         | Municipal Fernando Argüelles         |
| FC Barcelona Borges     | Xavi Pascual           | Katalónia           | Barcelona         | Palau Blaugrana                      |
| Fraikin BM Granollers   | Manolo Cadenas         | Katalónia           | Granollers        | Palau d'Esports de Granollers        |
| JD Arrate               | Julián Ruiz            | Baszkföld           | Éibar             | Polideportivo de Ipurúa              |
| Naturhouse La Rioja     | Javier "Jota" González | La Rioja            | Logroño           | Palacio de los Deportes              |
| Quabit BM Guadalajara   | Fernando Bolea         | Kasztília-La Mancha | Guadalajara       | Multiusos de Guadalajara             |
| Reale Ademar León       | Jordi Ribera           | Kasztília és León   | León              | Palacio Municipal de Deportes        |
| Renovalia Ciudad Real   | Talant Dusebajev       | Kasztília-La Mancha | Ciudad Real       | Quijote Arena                        |
| Toledo BM               | Miglius Astrauskas     | Kasztília-La Mancha | Toledo            | Municipal Javier Lozano              |

## A bajnokság állása
| #  | Csapat                    | M  | Gy | D | V  | RG  | KG  | GK   | P  |
| -- | ------------------------- | -- | -- | - | -- | --- | --- | ---- | -- |
| 1  | FC Barcelona Borges       | 14 | 14 | 0 | 0  | 465 | 344 | +121 | 28 |
| 2  | Renovalia Ciudad Real (C) | 14 | 13 | 0 | 1  | 468 | 368 | +100 | 26 |
| 3  | Fraikin BM Granollers     | 14 | 10 | 2 | 2  | 443 | 400 | +43  | 22 |
| 4  | Reale Ademar León         | 14 | 10 | 0 | 4  | 421 | 380 | +41  | 20 |
| 5  | AMAYA Sport San Antonio   | 14 | 9  | 1 | 4  | 393 | 382 | +11  | 19 |
| 6  | Cuatro Rayas Valladolid   | 14 | 9  | 0 | 5  | 433 | 364 | +69  | 18 |
| 7  | CAI BM Aragón             | 14 | 7  | 3 | 4  | 420 | 407 | +13  | 17 |
| 8  | Cuenca 2016               | 14 | 6  | 1 | 7  | 368 | 388 | -20  | 13 |
| 9  | E-Gim BM Antequera        | 14 | 6  | 0 | 8  | 360 | 391 | -31  | 12 |
| 10 | Naturhouse La Rioja       | 14 | 5  | 0 | 9  | 377 | 388 | -11  | 10 |
| 11 | Quabit BM Guadalajara (Ú) | 14 | 2  | 5 | 7  | 383 | 429 | -46  | 9  |
| 12 | Alser Puerto Sagunto (Ú)  | 14 | 3  | 2 | 9  | 388 | 429 | -41  | 8  |
| 13 | CBM Torrevieja            | 14 | 3  | 2 | 9  | 368 | 413 | -45  | 8  |
| 14 | JD Arrate                 | 14 | 2  | 2 | 10 | 341 | 406 | -65  | 6  |
| 15 | BM Alcobendas             | 14 | 1  | 3 | 10 | 358 | 418 | -60  | 5  |
| 16 | Toledo BM                 | 14 | 1  | 1 | 12 | 374 | 453 | -79  | 3  |

## Fordítás
- Ez a szócikk részben vagy egészben  a   Liga ASOBAL 2010/11 című spanyol Wikipédia-szócikk fordításán alapul.  Az eredeti cikk szerkesztőit annak laptörténete sorolja fel. Ez a jelzés csupán a megfogalmazás eredetét és a szerzői jogokat jelzi, nem szolgál a cikkben szereplő információk forrásmegjelöléseként.